# Eric Lindros
Eric Bryan Lindros, född 28 februari 1973 i London, Ontario, är en kanadensisk före detta professionell ishockeyspelare. Han har spelat i NHL-klubbarna Philadelphia Flyers, New York Rangers, Toronto Maple Leafs och Dallas Stars. Han har rötter i Sverige då hans farfars far, Axel Lindros, utvandrade från Bredaryds socken i Småland till Kanada.

## Karriär
Eric Lindros utmärkte sig tidigt som en stor talang. När han spelade i juniorligorna blev han känd som en stor målskytt, men hans storlek, 193 cm, gjorde att han också kunde dominera fysiskt. Även när han mötte spelare flera år äldre än han själv kunde han på egen hand avgöra matcher med sin teknik och sitt fysiska spel. Under tre säsonger i juniorligan OHL gjorde han 97 mål och 119 assist på 95 matcher. Han fick snart rykte om sig att vara "The Next One", den nya kanadensiska superstjärnan efter Wayne Gretzky och Mario Lemieux. 
1998 samlade tidningen The Hockey News ihop en kommitté av 50 hockeyexperter bestående av före detta NHL-spelare, journalister, TV-bolag, tränare och styrelsemedlemmar för att göra en lista över de 100 bästa spelarna i NHL:s historia. Lindros hamnade redan då på plats nummer 54, med exempelvis endast två européer före sig, Jaromir Jagr och Jari Kurri, något som visar mer på Lindros mediastatus och spelmässiga potential än på faktiska bedrifter.

### NHL

#### Quebec Nordiques
Eric Lindros valdes av Quebec Nordiques som det första valet totalt i NHL-draften 1991, detta trots att han sagt sig vara ovillig att spela i Nordiques. Han tyckte, uppbackad av föräldrarna Carl och Bonnie, att klubben saknade potential och ville heller inte behöva tala franska. När Lindros ändå valdes av Nordiques vägrade han att spela för dem. Säsongen 1991–92, som kunde ha blivit hans första år i NHL, tillbringade han istället med sitt juniorlag Oshawa Generals. Han spelade också i Kanadas OS-lag 1992.

#### Philadelphia Flyers
Till slut blev Nordiques tvungna att byta bort Lindros. Philadelphia Flyers letade efter en ny stjärna och Lindros passade bra in i Flyers traditionellt tuffa och fysiska spel. 30 juni 1992 genomfördes därför en av NHL-historiens största bytesaffärer: Flyers fick Lindros, medan Nordiques fick Peter Forsberg, Mike Ricci, Ron Hextall, Chris Simon, Kerry Huffman, Steve Dushesne, förstaval i NHL-drafterna 1992 och 1993, samt 15 miljoner dollar. I efterhand har denna affär betecknats som en av NHL-historiens mest ensidiga. Det finns de som anser att Flyers betalade ett högt pris för en spelare som, till skillnad från exempelvis Peter Forsberg, aldrig vann någon Stanley Cup. 
Säsongen 1992–93 debuterade Lindros så i NHL. Han gjorde över 40 mål redan under sin debutsäsong, trots att han endast spelade 61 matcher. Totalt blev det 75 poäng, vilket var strålande för en nykomling i ligan. Lindros andra säsong blev ännu bättre med 44 mål, 53 assist och 97 poäng på endast 65 matcher.
De följande åren etablerade sig Lindros som en av NHL:s bästa spelare. Han utsågs till lagkapten i ett Flyers som var ett av ligans bästa lag. I mitten av decenniet bildade han tillsammans med John LeClair och Mikael Renberg den fruktade kedjan "Legion of Doom", som kombinerade effektivt målskytte med tungt fysiskt spel. Den förkortade säsongen 1994–95 vann Lindros både Hart Trophy som ligans mest värdefulle spelare och Lester B. Pearson Award som ligans bäste spelare framröstad av spelarna själva. Han gjorde även flest poäng av alla spelare i ligan med 70 poäng på 46 matcher men förlorade Art Ross Trophy till Jaromir Jagr som gjorde lika många poäng men fler mål.
Lindros många skador, ofta hjärnskakningar, gjorde att han missade stora delar av säsongerna. Trots detta höll han en mycket hög poängproduktion. Under sina fem första säsonger var han bland NHL:s fem bästa någonsin i poäng per match-statistiken. 
1997 tog sig Philadelphia Flyers till Stanley Cup-final. Där förlorade laget dock mot Detroit Red Wings i fyra raka matcher. Lindros gjorde 26 poäng på 19 matcher under 1997 års slutspel.
Lindros tid i Flyers var dock kantad av konflikter med ledningen. Sportdirektören Bobby Clarke ifrågasatte honom som spelare och klagade på hans skadeproblem. Inför säsongen 1999–00 togs kaptensskapet ifrån honom efter att han kritiserat lagets läkare. Samma säsong blev han så kallad Restricted Free Agent, RFA. Han vägrade skriva kontrakt med Flyers, som hade ensamrätt till honom, och spelade därför inte under hela säsongen 2000–01.

#### New York Rangers
20 augusti 2001 blev Lindros bortbytt till New York Rangers i utbyte mot Kim Johnsson, Pavel Brendl, Jan Hlavac och ett val i tredje rundan i NHL-draften 2003. Lindros spelade tre säsonger i Rangers. Även om han var relativt skadefri under stora delar av tiden nådde han inte upp till sin tidigare spelnivå. Under första säsongen med Rangers, 2001–02, gjorde Lindros i snitt en poäng per match men under de efterföljande säsongerna dalade poängproduktionen.

#### Toronto Maple Leafs och Dallas Stars
2005 skrev Lindros på för det lag han hade velat spela för under hela sitt liv, Toronto Maple Leafs. Där blev det dock endast 33 matcher och 22 poäng. Säsongen därpå spelade han i Dallas Stars, där det blev 26 poäng på 49 matcher. I november 2007 meddelade Lindros officiellt att han skulle avsluta sin spelarkarriär, 34 år gammal.
Lindros poängmässigt bästa säsong i NHL var 1995–96 då han gjorde 115 poäng. De 47 målen samma säsong är också det personligt rekord.

### Landslaget
Eric Lindros var en del av det kanadensiska landslag som vann guld i OS i Salt Lake City 2002. Han var också med och vann Canada Cup 1991. Lindros deltog också i OS i Albertville 1992, med en silvermedalj som resultat, och i Nagano 1998 samt i World Cup 1996 och VM 1993.

## Familj
Eric Lindros yngre bror Brett Lindros hade en kort NHL-karriär med New York Islanders i mitten på 1990-talet. Han var tvungen att sluta med ishockeyn 1996, endast 20 år gammal, efter en serie hjärnskakningar.

## Meriter
- Canada Cup 1991
- OS-guld 2002
- Lester B. Pearson Award – 1994–95
- Hart Memorial Trophy – 1994–95

## Statistik

### Klubbkarriär
| 1988–89    | St. Michael's Buzzers         | OPJHL        | 37  | 24  | 43  | 67  | 193  | 27 | 23 | 25 | 48 | 155 |
| 1988–89    | Kanada                        | —            | 2   | 1   | 0   | 1   | 0    | —  | —  | —  | —  | —   |
| 1989–90    | Detroit Compuware Ambassadors | NAHL         | 14  | 23  | 29  | 52  | 123  | —  | —  | —  | —  | —   |
| 1989–90    | Kanada                        | —            | 3   | 1   | 0   | 1   | 4    | —  | —  | —  | —  | —   |
| 1989–90    | Oshawa Generals               | OHL          | 25  | 17  | 19  | 36  | 61   | 17 | 18 | 18 | 36 | 76  |
| 1989–90    | Oshawa Generals               | Memorial Cup | —   | —   | —   | —   | —    | 4  | 0  | 9  | 9  | 12  |
| 1990–91    | Oshawa Generals               | OHL          | 57  | 71  | 78  | 149 | 189  | 16 | 18 | 20 | 38 | 93  |
| 1991–92    | Oshawa Generals               | OHL          | 13  | 9   | 22  | 31  | 54   | —  | —  | —  | —  | —   |
| 1991–92    | Kanada                        | —            | 24  | 19  | 16  | 35  | 34   | —  | —  | —  | —  | —   |
| 1992–93    | Philadelphia Flyers           | NHL          | 61  | 41  | 34  | 75  | 147  | —  | —  | —  | —  | —   |
| 1993–94    | Philadelphia Flyers           | NHL          | 65  | 44  | 53  | 97  | 103  | —  | —  | —  | —  | —   |
| 1994–95    | Philadelphia Flyers           | NHL          | 46  | 29  | 41  | 70  | 60   | 12 | 4  | 11 | 15 | 18  |
| 1995–96    | Philadelphia Flyers           | NHL          | 73  | 47  | 68  | 115 | 163  | 12 | 6  | 6  | 12 | 43  |
| 1996–97    | Philadelphia Flyers           | NHL          | 52  | 32  | 47  | 79  | 136  | 19 | 12 | 14 | 26 | 40  |
| 1997–98    | Philadelphia Flyers           | NHL          | 63  | 30  | 41  | 71  | 134  | 5  | 1  | 2  | 3  | 17  |
| 1998–99    | Philadelphia Flyers           | NHL          | 71  | 40  | 53  | 93  | 120  | —  | —  | —  | —  | —   |
| 1999–00    | Philadelphia Flyers           | NHL          | 55  | 27  | 32  | 59  | 83   | 2  | 1  | 0  | 1  | 0   |
| 2000–01    | Spelade ej                    |              |     |     |     |     |      |    |    |    |    |     |
| 2001–02    | New York Rangers              | NHL          | 72  | 37  | 36  | 73  | 138  | —  | —  | —  | —  | —   |
| 2002–03    | New York Rangers              | NHL          | 81  | 19  | 34  | 53  | 141  | —  | —  | —  | —  | —   |
| 2003–04    | New York Rangers              | NHL          | 39  | 10  | 22  | 32  | 60   | —  | —  | —  | —  | —   |
| 2005–06    | Toronto Maple Leafs           | NHL          | 33  | 11  | 11  | 22  | 43   | —  | —  | —  | —  | —   |
| 2006–07    | Dallas Stars                  | NHL          | 49  | 5   | 21  | 26  | 70   | 3  | 0  | 0  | 0  | 4   |
| NHL totalt | NHL totalt                    | NHL totalt   | 760 | 372 | 493 | 865 | 1398 | 53 | 24 | 33 | 57 | 122 |
| OHL totalt | OHL totalt                    | OHL totalt   | 95  | 97  | 119 | 216 | 304  | 33 | 36 | 38 | 74 | 169 |

### Internationellt
| År            | Lag           | Turnering     |    | Matcher | Mål | Assist | Poäng | Utv |
| ------------- | ------------- | ------------- | -- | ------- | --- | ------ | ----- | --- |
| 1990          | Kanada        | JVM           | 7  | 4       | 0   | 4      | 14    |     |
| 1991          | Kanada        | JVM           | 7  | 6       | 11  | 17     | 6     |     |
| 1991          | Kanada        | Canada Cup    | 8  | 3       | 2   | 5      | 8     |     |
| 1992          | Kanada        | JVM           | 7  | 2       | 8   | 10     | 12    |     |
| 1992          | Kanada        | OS            | 8  | 5       | 6   | 11     | 5     |     |
| 1993          | Kanada        | VM            | 8  | 11      | 6   | 17     | 10    |     |
| 1996          | Kanada        | World Cup     | 8  | 3       | 3   | 6      | 10    |     |
| 1998          | Kanada        | OS            | 6  | 2       | 3   | 5      | 2     |     |
| 2002          | Kanada        | OS            | 6  | 1       | 0   | 1      | 8     |     |
| Junior totalt | Junior totalt | Junior totalt | 29 | 17      | 25  | 42     | 37    |     |
| Senior totalt | Senior totalt | Senior totalt | 36 | 20      | 14  | 34     | 38    |     |